# Nefer (roman)
Pour l’article homonyme, voir Néfer.
Nefer est un roman de Charles Duits qui est fantastique et merveilleux, d'inspiration surréaliste et poétique, paru pour la première fois en littérature en 1978. Il est la suite de Ptah Hotep paru en 1971, roman aussi considéré comme empreint de réalisme merveilleux, et inclassable bien que classé comme genre littéraire en fantasy mais non en science-fiction. 

## Le récit
Nefer est la suite du récit des aventures du roman imaginaire Ptah Hotep qui le cite brièvement précédemment. C'est l'histoire de Nefer, un jeune prêtre du temple de La Maison de l'amour du Pays des deux lunes (Athénade et Thana), dont l'amour perdu de Tara une petite courtisane esclave qu'il veut racheter, devient un deuil inconsolable. Car Tara meurt atrocement, devenue l'innocente victime des guerres politiques entre royaumes et principautés, et particulièrement du conflit entre le Grand Vizir (le Régent) qui est un tyran autocrate pervers qui veut prendre la place de l' Empereur de l' Empire de Hag. Nefer poursuit sa quête initiatique et sa destinée spirituelle, dans un décor imaginaire tout à la fois surréel, poétique, érotique, épique et mystique. Ses aventures se déroulent et se dévoilent dans une mer Méditerranée surréaliste, imprégnée des mondes antiques égyptien, gréco-romains, indien, et du début des civilisations tant musulmane que chrétienne.
L'écriture est très riche en noms de dieux et de démons, de lieux, d'objets, de personnages divers qui sont tous inventés et surprenants, tout comme Tolkien invente l'univers et le vocabulaire spécifique du Seigneur des anneaux. Il est encore proche de L'Étrusque, roman historique, initiatique et mystérieux de l'écrivain finlandais Mika Waltari. Nefer c'est un récit de genres et de styles littéraires différents, et une œuvre très souvent considérée par les critiques comme inclassable, tout comme l'est Ptah Hotep l'œuvre-mère précédente de ce roman, qui est soit aimée soit détestée et rejetée d'emblée par le lecteur insensible à la poésie. Cet ouvrage ciselé d'imprévus merveilleux, est tout à la fois un journal uchronique, un roman initiatique mystique et spirituel et un livre de sagesse surréaliste.

## Historique, style et critique
Nefer est passé inaperçu lors de sa parution comme ouvrage de littérature générale. Ptah Hotep comme Nefer, en sont maintenant à la cinquième édition, et ces quatre ouvrages doivent sans doute leurs succès aux reparutions successives dans la collection Présence du futur chez Denoël qui est consacrée à la science-fiction. Charles Duits fut l'ami d'André Breton pendant vingt ans, qui l'a longtemps considéré comme le successeur vivant d'Arthur Rimbaud. L'auteur de Ptah Hotep puis de Nefer, dit et met en garde ses lecteurs, contre l'erreur qui serait de « prendre [son] livre pour un roman, voire un roman fantastique ». En ce sens, les deux tomes de Ptah Hotep puis les deux tomes de Nefer, publiés ensuite en coffret par Denoël sous le titre du Pays des deux lunes, relèvent plus d'une écriture poétique automatique dont Charles Duits était inspiré très souvent.

## L'inspirationpsychédéliqueaprèsmescaline
Les premières expériences psychédéliques de Charles Duits avec le peyotl dont la mescaline est le principe actif et qu'il considère comme un illuminateur de conscience, sont décrites dans Le pays de l'éclairement publié en 1994 aux Editions du bois d'Orion. Ces expériences hallucinatoires d'états altérés de conscience et aussi d'états modifiés de conscience, peuvent être considérées comme à l'origine de sa vision de mondes surréels qu'il considère plus proches de rêves merveilleux, érotiques, divins ou violents sinon même parfois démoniaques. Et pour Charles Duits, ces univers inouïs créés par le Verbe poétique, sont plus vrais que la réalité courante construite par notre éducation et nos habitudes quotidiennes. 
Cela peut être mis en rapport avec les expériences psychédéliques d'Albert Hofmann, d'Ernst Jünger et d'Aldous Huxley, comme du neuropharmacologue Roland Fischer après une absorption orale de mescaline qui fit l'objet de sa première publication en Suisse en 1946, et aussi du neurobiologiste Pierre Etevenon, avec la psilocybine administrée lors d'une expérience médicalement contrôlée.
C'est sans doute pourquoi Charles Duits dans la plupart de ses œuvres, après son premier roman qui fut bien accueilli, privilégie une recherche poétique personnelle et spirituelle, où les rêves des mondes imaginaires qu'il décrit avec un néoréalisme saisissant, sont comme les étoiles qui surgissent dans le ciel nocturne lorsque le soleil se couche.